# أل يوسفي العليا (زيرراه)
أل يوسفي العليا (بالفارسية: آل‌یوسفی علیا) هي قرية تقع في إيران في قسم زيرراه الريفي. يقدر عدد سكانها بـ 193 نسمة بحسب إحصاء 2016.